# Naarn im Machlande
Naarn im Machlande – gmina targowa w Austrii, w kraju związkowych Górna Austria, w powiecie Perg. Liczy 3591 mieszkańców (1 stycznia 2015).